# بن ورین
بن ورین (انگلیسی: Ben Vereen؛ زادهٔ ۱۰ اکتبر ۱۹۴۶) یک هنرپیشه و خواننده اهل ایالات متحده آمریکا است.
از فیلم‌ها یا برنامه‌های تلویزیونی که وی در آن نقش داشته است می‌توان به سوئیت چریتی، اینطور چیزها، خومبا، بانوی مسخره، مامان، من می‌خواهم آواز بخوانم!، چرا احمق‌ها عاشق می‌شوند، ۲۱ و یک بیداری و پنج‌تای برتر اشاره کرد.